# SB-649868
SB-649868 là một chất đối kháng thụ thể orexin kép được GlaxoSmithKline phát triển. Thuốc hiện đang trong sự phát triển giai đoạn II để điều trị chứng mất ngủ.
Một nghiên cứu giai đoạn I đánh giá các liều lên tới 80 mg, dẫn đến sự cải thiện đáng kể độ trễ khởi phát giấc ngủ mà không có các tác dụng phụ.
Trong các thử nghiệm bắt chéo, làm mù đôi, có đối chứng giả dược và ngẫu nhiên, các liều 10 và 30 mg làm tăng thời gian ngủ và giảm độ trễ khởi phát giấc ngủ. Nghiên cứu tiếp theo đã thêm liều 60 mg và theo dõi sự thúc đẩy giấc ngủ phụ thuộc vào liều.